# Nora (wyspa)
Nora – druga co do wielkości wyspa archipelagu Dahlak w Erytrei i jedna z trzech zamieszkałych wysp archipelagu. Ma powierzchnię 105,15 km² i wymiary 17 na 16,3 km. Najwyżej położony punkt wyspy znajduje się w jej północno-wschodniej części i wznosi się na wysokość 37 m n.p.m.. Administracyjnie wyspa należy do Regionu Północnego Morza Czerwonego. Mieszkańcy wyspy mówią językiem dahalik.
W 2009 roku wyspę zamieszkiwało 373 mieszkańców w 66 gospodarstwach domowych.